# Ingmar van den Broek
Ingmar van den Broek (2003/2004) is een Nederlands acteur. Hij is vooral bekend als Steef Verduyn in de soapserie Goede tijden, slechte tijden. 
Van den Broek gebruikt voornamelijk enkel zijn voornaam Ingmar in de media.

## Biografie
Van den Broek maakte in november 2022 zijn acteerdebuut in de RTL 4-soap Goede tijden, slechte tijden als het personage Steef Verduyn. Hij nam hier de rol over van Tommy van Lent.

### Privé
Van den Broek sportte in zijn jeugd bij een turnvereniging in Zoetermeer.
In juni 2025 maakten Van den Broek en zijn mede-GTST-actrice Cheyenne Löhnen via het online platform Instagram bekend dat ze een relatie hadden.
Hij wilde graag enkel genoemd worden met zijn voornaam Ingmar. Als reden gaf hij aan werk en privé graag gescheiden te willen houden.

## Filmografie
- 2022–heden: Goede tijden, slechte tijden als Steef Verduyn